# Ханза-Бранденбург W.33
Ханза-Бранденбург W.33 је немачки ловац-хидроавион који је производила фирма Ханза-Бранденбург. Први лет авиона је извршен 1918. године.
Пре краја Првог светског рата, направљена је мања серија (26) у Немачкој. Међутим, производња је настављена у Финској (око 120, 1922-1925), Холандији, и Јапану.
Највећа брзина авиона при хоризонталном лету је износила 173 km/h.

## Наоружање
| Наоружање авиона: Ханза-Бранденбург |      |
| Ватрено (стрељачко) наоружање       |      |
| Топ                                 |      |
| Митраљез                            |      |
| Број и ознака митраљеза             | 3    |
| Калибар                             | 7,92 |
| Бомбардерско наоружање (бомбе)      |      |
| Ракетно наоружање (ракете)          |      |